# 2016년 하계 올림픽 아르헨티나 선수단
2016년 하계 올림픽 아르헨티나 선수단은 브라질 리우데자네이루에서 개최된 2016년 하계 올림픽에 참가한 올림픽 아르헨티나 선수단이다.

## 출전 선수
| 종목         | 남자 | 여자 | 전체 |
| ------------ | ---- | ---- | ---- |
| 육상         | 7    | 6    | 13   |
| 농구         | 12   | 0    | 12   |
| 복싱         | 6    | 0    | 6    |
| 카누         | 6    | 4    | 10   |
| 사이클       | 5    | 1    | 6    |
| 승마         | 4    | 0    | 4    |
| 펜싱         | 0    | 1    | 1    |
| 하키         | 16   | 16   | 32   |
| 축구         | 18   | 0    | 18   |
| 골프         | 2    | 0    | 2    |
| 체조         | 1    | 1    | 2    |
| 핸드볼       | 14   | 14   | 28   |
| 유도         | 1    | 1    | 2    |
| 근대5종      | 1    | 1    | 2    |
| 조정         | 1    | 1    | 2    |
| 럭비         | 12   | 0    | 12   |
| 요트         | 8    | 5    | 13   |
| 사격         | 2    | 3    | 5    |
| 수영         | 3    | 2    | 5    |
| 싱크로나이즈 | 0    | 2    | 2    |
| 테니스       | 6    | 0    | 6    |
| 트라이애슬론 | 2    | 0    | 2    |
| 배구         | 12   | 14   | 26   |
| 역도         | 0    | 1    | 1    |
| 레슬링       | 0    | 1    | 1    |
| 전체         | 139  | 74   | 213  |

## 메달 집계
| 메달 | 이름 | 종목 | 세부 종목 | 날짜 |
| ---- | ---- | ---- | --------- | ---- |

| 종목 | 1 | 2 | 3 | 합계 |
| 합계 |   |   |   |      |

## 종목별 성적

### 근대 5종
| 선수 | 세부 종목 | 펜싱 (에페) | 펜싱 (에페) | 펜싱 (에페) | 수영 (200m 자유형) | 수영 (200m 자유형) | 수영 (200m 자유형) | 승마 | 승마 | 승마 | 복합 (크로스컨트리+사격) | 복합 (크로스컨트리+사격) | 복합 (크로스컨트리+사격) | 합계 | 최종 순위 |
| 선수 | 세부 종목 | 승패        | 순위        | 점수        | 기록               | 순위               | 점수               | 기록 | 순위 | 점수 | 기록                     | 순위                     | 점수                     | 합계 | 최종 순위 |
| ?    | 남자 개인 |             |             |             |                    |                    | 1                  |      |      |      |                          |                          |                          |      |           |

### 레슬링
자유형
남자
| 선수 | 세부 종목 | 예선 (상대 /결과) | 16강전 (상대 /결과) | 8강전 (상대 /결과) | 준결승 (상대 /결과) | 결승 (상대 /결과) | 최종 순위 |
|      | -55 kg    |                   |                     |                    |                     |                   |           |

여자
| 선수 | 세부 종목 | 예선 (상대 /결과) | 16강전 (상대 /결과) | 8강전 (상대 /결과) | 준결승 (상대 /결과) | 결승 (상대 /결과) | 최종 순위 |

그레코로만형
남자
| 선수 | 세부 종목 | 예선 (상대 /결과) | 16강전 (상대 /결과) | 8강전 (상대 /결과) | 준결승 (상대 /결과) | 결승/순위 결정전 (상대 /결과) | 최종 순위 |

### 배구
여자
예선 A조
| 날짜 | 아르헨티나 | 세트 스코어 | 상대 팀 | 1세트 | 2세트 | 3세트 | 4세트 | 5세트 | 총득점 |

8강
| 날짜 | 아르헨티나 | 세트 스코어 | 상대 팀 | 1세트 | 2세트 | 3세트 | 4세트 | 5세트 | 총득점 |
|      |            |             |         |       |       |       |       |       |        |

준결승
| 날짜 | 아르헨티나 | 세트 스코어 | 상대 팀 | 1세트 | 2세트 | 3세트 | 4세트 | 5세트 | 총득점 |

동메달 결정전
| 날짜 | 아르헨티나 | 세트 스코어 | 상대 팀 | 1세트 | 2세트 | 3세트 | 4세트 | 5세트 | 총득점 |

### 배드민턴
남자
| 선수 | 종목 | 그룹/예선     | 그룹/예선     | 그룹/예선     | 그룹/예선 | 16강          | 8강           | 준결승        | 결승/3위 결정전 | 결승/3위 결정전 |
| 선수 | 종목 | 상대선수 결과 | 상대선수 결과 | 상대선수 결과 | 순위      | 상대선수 결과 | 상대선수 결과 | 상대선수 결과 | 상대선수 결과   | 순위            |

여자
| 선수 | 종목 | 그룹/예선     | 그룹/예선     | 그룹/예선     | 그룹/예선 | 16강          | 8강           | 준결승        | 결승/3위 결정전 | 결승/3위 결정전 |
| 선수 | 종목 | 상대선수 결과 | 상대선수 결과 | 상대선수 결과 | 순위      | 상대선수 결과 | 상대선수 결과 | 상대선수 결과 | 상대선수 결과   | 순위            |

혼합
| 선수 | 종목 | 그룹/예선     | 그룹/예선     | 그룹/예선     | 그룹/예선 | 16강          | 8강           | 준결승        | 결승/3위 결정전 | 결승/3위 결정전 |
| 선수 | 종목 | 상대선수 결과 | 상대선수 결과 | 상대선수 결과 | 순위      | 상대선수 결과 | 상대선수 결과 | 상대선수 결과 | 상대선수 결과   | 순위            |

### 복싱
| 선수 | 세부 종목 | 32강           | 16강           | 8강            | 준결승         | 결승           | 결승 |
| 선수 | 세부 종목 | 상대 선수 결과 | 상대 선수 결과 | 상대 선수 결과 | 상대 선수 결과 | 상대 선수 결과 | 순위 |

### 사격
남자
| 선수 | 세부 종목 | 예선   | 예선 | 결선   | 결선      |
| 선수 | 세부 종목 | 스코어 | 순위 | 스코어 | 최종 순위 |

여자
| 선수 | 세부 종목 | 예선   | 예선 | 결선   | 결선      |
| 선수 | 세부 종목 | 스코어 | 순위 | 스코어 | 최종 순위 |

### 사이클

#### 트랙 경기
스프린트

### 수상 경기

#### 수영
남자
| 선수 | 세부 종목 | 예선 | 예선 | 준결선 | 준결선 | 결선 | 결선      |
| 선수 | 세부 종목 | 기록 | 순위 | 기록   | 순위   | 기록 | 최종 순위 |

여자
| 선수 | 세부 종목 | 예선 | 예선 | 준결선 | 준결선 | 결선 | 결선      |
| 선수 | 세부 종목 | 기록 | 순위 | 기록   | 순위   | 기록 | 최종 순위 |

### 양궁
남자
| 선수 | 세부 종목 | 랭킹 라운드 | 랭킹 라운드 | 64강      | 32강      | 16강      | 8강       | 준결승    | 결승 / 순위 결정전 | 결승 / 순위 결정전 |
| 선수 | 세부 종목 | 점수        | 시드        | 상대 점수 | 상대 점수 | 상대 점수 | 상대 점수 | 상대 점수 | 상대 점수          | 최종 순위          |

여자
| 선수 | 세부 종목 | 랭킹 라운드 | 랭킹 라운드 | 64강      | 32강      | 16강      | 8강       | 준결승    | 결승 / 순위 결정전 | 결승 / 순위 결정전 |
| 선수 | 세부 종목 | 점수        | 시드        | 상대 점수 | 상대 점수 | 상대 점수 | 상대 점수 | 상대 점수 | 상대 점수          | 최종 순위          |

### 역도
남자
| 선수 | 세부 종목 | 인상     | 인상     | 인상     | 용상     | 용상     | 용상     | 합계 | 합계 |
| 선수 | 세부 종목 | 1차 시기 | 2차 시기 | 3차 시기 | 1차 시기 | 2차 시기 | 3차 시기 | 기록 | 순위 |

여자
| 선수 | 세부 종목 | 인상     | 인상     | 인상     | 용상     | 용상     | 용상     | 합계 | 합계 |
| 선수 | 세부 종목 | 1차 시기 | 2차 시기 | 3차 시기 | 1차 시기 | 2차 시기 | 3차 시기 | 기록 | 순위 |

### 요트
남자

### 유도
남자
| 선수 | 세부 종목 | 64강전              | 32강전              | 16강전              | 8강전               | 준결승              | 패자 부활전         | 결승 / 순위 결정전  | 결승 / 순위 결정전 |
| 선수 | 세부 종목 | 상대 선수 경기 결과 | 상대 선수 경기 결과 | 상대 선수 경기 결과 | 상대 선수 경기 결과 | 상대 선수 경기 결과 | 상대 선수 경기 결과 | 상대 선수 경기 결과 | 순위               |

여자

### 육상

#### 남자
트랙 / 도로 경기
| 선수 | 세부 종목 | 1차 예선 | 1차 예선 | 2차 예선 | 2차 예선 | 준결선 | 준결선 | 결선 | 결선      |
| 선수 | 세부 종목 | 기록     | 순위     | 기록     | 순위     | 기록   | 순위   | 기록 | 최종 순위 |

필드 경기
| 선수   | 세부 종목 | 예선 | 예선 | 결선 | 결선      |
| 선수   | 세부 종목 | 기록 | 순위 | 기록 | 최종 순위 |
| 김덕현 | 세단뛰기  |      |      |      |           |

#### 여자
트랙 / 도로 경기
| 선수 | 세부 종목 | 1차 예선 | 1차 예선 | 2차 예선 | 2차 예선 | 준결선 | 준결선 | 결선 | 결선      |
| 선수 | 세부 종목 | 기록     | 순위     | 기록     | 순위     | 기록   | 순위   | 기록 | 최종 순위 |

필드 경기
| 선수 | 세부 종목 | 예선 | 예선 | 결선 | 결선      |
| 선수 | 세부 종목 | 기록 | 순위 | 기록 | 최종 순위 |

### 조정
| 선수 | 세부 종목 | 예선 | 예선 | 패자부활전 | 패자부활전 | 준준결선 | 준준결선 | 준결선 | 준결선 | 결선 | 결선 |

### 체조

#### 기계체조
남자
단체전
개인전
여자

### 축구
조별리그 : C조

## 같이 보기
- 올림픽 아르헨티나 선수단